# NQ Водолея
NQ Водолея (лат. NQ Aquarii) — двойная затменная переменная звезда типа W Большой Медведицы (EW) в созвездии Водолея на расстоянии приблизительно 1962 световых лет (около 602 парсеков) от Солнца. Видимая звёздная величина звезды — от +13m до +12,3m. Орбитальный период — около 0,4296 суток (10,31 часов).

## Характеристики
Первый компонент — белая звезда спектрального класса F-A. Эффективная температура — около 7609 К.